# Las Iguanas, José Azueta
Las Iguanas är en ort i Mexiko.   Den ligger i kommunen José Azueta och delstaten Veracruz, i den sydöstra delen av landet, 400 km öster om huvudstaden Mexico City. Las Iguanas ligger 14 meter över havet och antalet invånare är 108.
Terrängen runt Las Iguanas är mycket platt. Runt Las Iguanas är det ganska tätbefolkat, med 52 invånare per kvadratkilometer. Närmaste större samhälle är Cosamaloapan de Carpio, 20,0 km nordväst om Las Iguanas. Trakten runt Las Iguanas består till största delen av jordbruksmark.